# Droga wojewódzka 252
Die Droga wojewódzka 252 (DW 252) ist eine 57 Kilometer lange Droga wojewódzka (Woiwodschaftsstraße) in der polnischen Woiwodschaft Kujawien-Pommern und der Woiwodschaft Schlesien, die Włocławek mit Inowrocław verbindet. Die Strecke liegt im Powiat Inowrocławski, im Powiat Aleksandrowski und in der kreisfreien Stadt Włocławek.

## Streckenverlauf
Woiwodschaft Kujawien-Pommern, Powiat Inowrocławski
-  Inowrocław (Hohensalza) (DK 15, DK 25, DW 251, DW 275)
- Marulewy (Friedrichsfelde)
- Pławinek ( Klein Altschwemmen)
- Radojewice
- Pieczyska
- Sobiesiernie
- Pieranie

Woiwodschaft Kujawien-Pommern, Powiat Aleksandrowski
- Bądkowo

Woiwodschaft Kujawien-Pommern, Powiat Inowrocławski
-  Dąbrowa Biskupia (DW 246)
- Walentynowo

Woiwodschaft Kujawien-Pommern, Powiat Aleksandrowski
-  Zakrzewo (DW 266)
- Bachorza
- Wola Bachorna
- Lepsze
- Siniarzewo
-  Ujma Duża (DW 267)
- Słupy Małe
-  Bądkowo (DW 301)
- Jaranowo
- Jaranowo Duże (bis 2008 Jaranowo-Majątek)
-  Brzezie (DW 268)

Woiwodschaft Kujawien-Pommern, Kreisfreie Stadt Włocławek
-  Włocławek (Leslau) (A 1, DK 62, DK 67, DK 91)